# Gákti

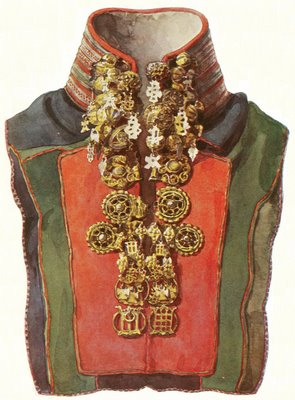

Il Gákti (come scritto secondo la dizione della Lingua sami settentrionale) o Gakti è un indumento tipico della tradizione sami. Il gatki è indossato nelle cerimonie ed al lavoro, in particolare nel lavoro svolto nella custodia delle renne.
Costume è particolarmente colorato con strisce di tessuto variopinte e può essere variamente adornato con diversi monili e gioielli. Il costume tradizionalmente è fatto di pelle di renna, anche se attualmente può essere anche ottenuto utilizzando cotone o lana.